# 山口達也 (競艇選手)
山口 達也（やまぐち たつや、1986年10月1日 - ）は、岡山県出身の競艇選手。登録番号4370。97期。身長168cm。血液型AB型。同期に西山貴浩、土屋智則ら、弟子に薮内瑞希がいる。

## 来歴
- 2005年11月、児島競艇場での一般競走でデビュー。最終日に初1着を飾る。
- 2005年12月、宮島競艇場での一般競走で初優出。
- 2007年9月、常滑競艇場での一般競走で初優勝。
- 2011年9月、桐生競艇場での赤城雷神杯でG1初出場。G1初優出（3着）[1]。
- 2011年10月、平和島競艇場での第58回全日本選手権でSG初出場。
- 2013年10月、平和島競艇場での第60回全日本選手権でSG初優出（4着）[2]。
- 2015年6月、宮島競艇場でのグランドチャンピオン決定戦競走4日目・5日目において二日連続でフライング[3]。SG開催では初となる節間F2により、即日帰郷。宮島競艇場から1年間のあっせん拒否となった。

## 人物・エピソード
- 高校時代は硬式テニス部に所属するも、勉強に専念するため2年の時に退部[4]。
- 電気科に通っていたのは「いい成績を取って、中国電力に入りたかったから」[4]。
- プロレス好きと知られ、内藤哲也率いる「ロス・インゴベルナブレス・デ・ハポン」の勝負着を持っている[5]。ファンになるきっかけは蝶野正洋[5]。
- 2013年7月3日、地元岡山の後輩女子レーサー・守屋美穂と結婚した[6]ものの、2020年に離婚。